# مسجد یلدیز حمیدیه

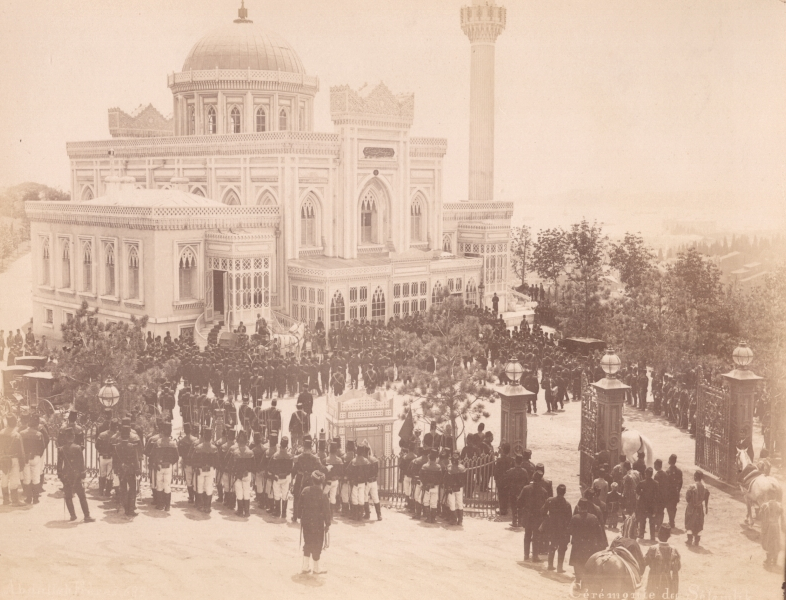
تصویری از مسجد حمیدیه در دوران امپراتوری عثمانی

مسجد یِلدیز حمیدیه (به ترکی: Yıldız Hamidiye Camii) که مسجد ییلدیز (ترکی: Yıldız Camii) نیز نامیده می‌شود، مسجدی سلطنتی مربوط به امپراتوری عثمانی است که در محله یلدیز منطقه بشیکتاش در استانبول، ترکیه و در راه کاخ ییلدیز واقع شده‌است. این بنا توسط سلطان عثمانی عبدالحمید دوم ساخته شده و بین سال‌های ۱۸۸۴ و ۱۸۸۶ به بهره‌برداری رسیده‌است. این مسجد بر اساس نقشه مستطیل شکل ساخته شده و دارای یک مناره است. معماری مسجد ترکیبی از سبک نئوگوتیک و نقوش کلاسیک عثمانی است.